# Infraröd fotografering

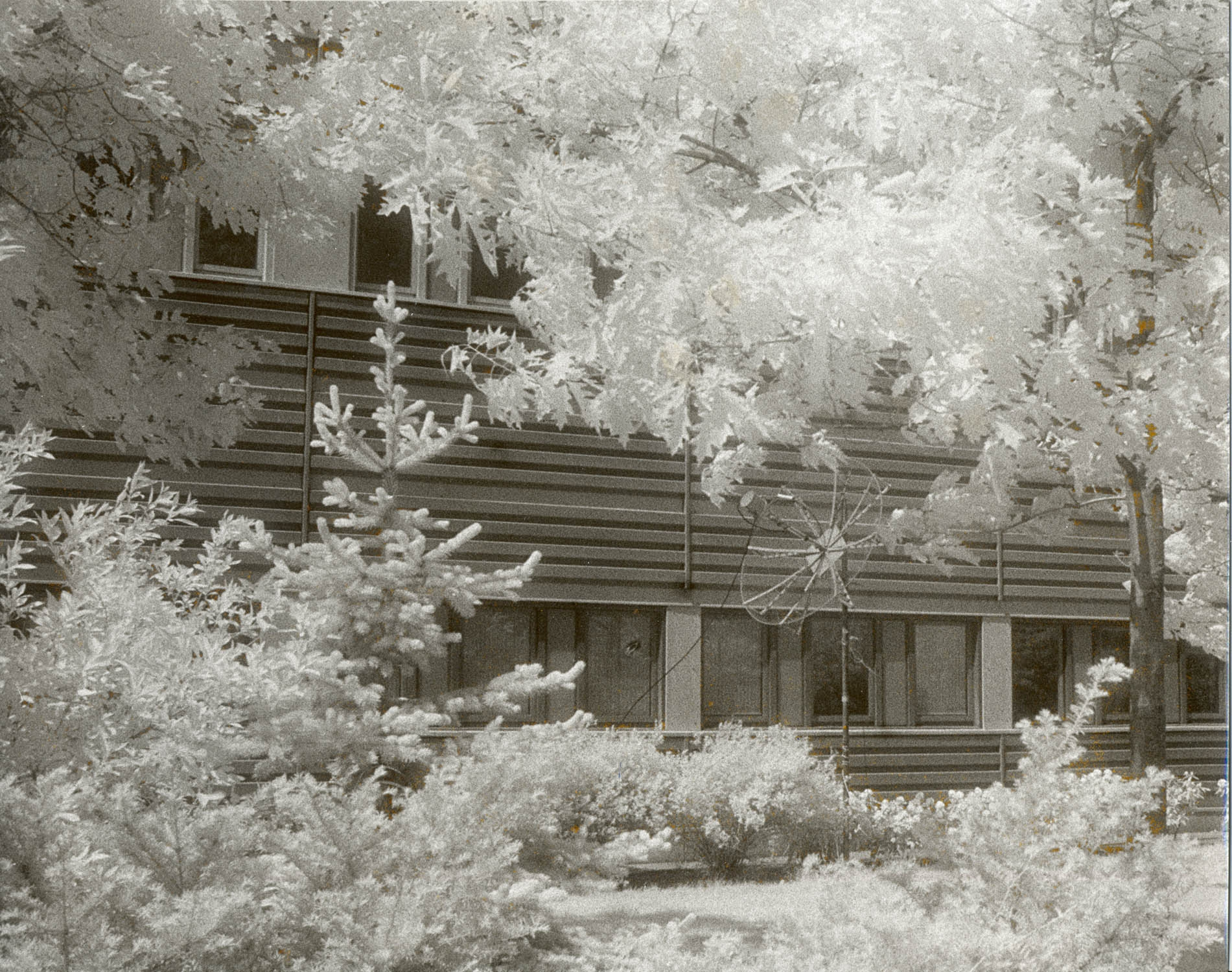
Klorofylleffekten syns tydligt på detta infraröda foto av grönska, från 1993.

Infraröd fotografering, IR-fotografering, en fotograferingsmetod som möjliggör fotografi utanför det för ögat synliga spektrumet. Metoden har många användningsområden, fotografering genom dimma eller jordatmosfären, mörkerfotografering vilket bland annat görs av polis och militär, inom medicin samt även för att upptäcka sjukdomar hos träd.
En analog kamera måste laddas med en särskilt infarödkänslig film och kamerans objektiv förses med ett infrarött filter, Wratten 89b eller liknande. I princip ett för ögat svart filter. Kameran kan även förses med ett djuprött filter, eftersom den infraröda filmen inte är känslig för djupröd färg. Den infraröda filmen har låg hållbarhet och skall kylskåpsförvaras tills den används. Den skall sedan framkallas omedelbart efter den exponerats.
En modern digitalkamera kan användas för infraröd fotografering genom att ett djuprött filter anbringas på linsen och kameran ställs in så att den tar svartvita bilder. Det fungerar eftersom CCD:n är känslig för högfrekvent infraröd strålning med våglängder runt 1 μm, vilket gäller i stort sett alla digitalkameror.
| Samma exempel på IR-film (till vänster) och på vanlig färgfilm (till höger). |  | Samma exempel på IR-film (till vänster) och på vanlig färgfilm (till höger). |
| Samma exempel på IR-film (till vänster) och på vanlig färgfilm (till höger). |  |                                                                              |